# UFC Fight Night: Rockhold vs. Bisping
UFC Fight Night: Rockhold vs. Bisping (también conocido como UFC Fight Night 55) fue un evento de artes marciales mixtas celebrado por Ultimate Fighting Championship el 8 de noviembre de 2014 en el Allphones Arena en Sídney, Australia.

## Historia
Este fue el cuarto evento que la UFC ha celebrado en Sídney y el sexto evento que ha tenido lugar en Australia.
Se esperaba que Ray Borg se enfrentará a Richie Vaculik en este evento. Sin embargo, Borg se vio obligado a retirarse del evento debido a una lesión y fue reemplazado por Neil Seery. Posteriormente, Seery fue retirado de esa pelea, y fue reemplazado por Louis Smolka.
Patrick Williams tenía previsto enfrentarse a Jumabieke Tuerxun en el evento. Sin embargo, Williams fue obligado a salir de la pelea debido a una lesión y fue reemplazado por Marcus Brimage.
Se esperaba que Daniel Omielańczuk se enfrentará a Soa Palelei en este evento. Sin embargo, Omielańczuk se vio obligado a retirarse de este evento debido a una lesión y fue reemplazado por Walt Harris.
El evento ostenta el récord de tener el mayor número de finalizaciones (11) en una sola cartelera. Posteriormente el evento UFC 224 igualó el registro, aunque este último contó con 13 combates.

## Premios extra
Cada peleador recibió un bono de $50,000.
- Pelea de la Noche: Robert Whittaker vs. Clint Hester
- Actuación de la Noche: Luke Rockhold y Louis Smolka